# Gunnilbo församling
Gunnilbo församling var en församling i Västerås stift och i Skinnskattebergs kommun i Västmanlands län. Församlingen uppgick 2006 i Skinnskatteberg med Hed och Gunnilbo församling.

## Administrativ historik
Församlingen bildades omkring 1580 genom en utbrytning ur Odensvi församling och ingick i dess pastorat till 27 februari 1638 för att därefter till 1962 utgöra ett eget pastorat. Från 1962 till 2006 annexförsamling i pastoratet Hed och Gunnilbo. Församlingen uppgick 2006 i Skinnskatteberg med Hed och Gunnilbo församling.

## Organister
Lista över organister i Gunnilbo församling.
| Ämbetstid | Namn                           | Levnadstid | Övrigt                 |
| --------- | ------------------------------ | ---------- | ---------------------- |
| 1784-1806 | Olof Hagman                    | 1735-1806  |                        |
| 1807-1820 | Pehr Fernander                 | 1761-1820  |                        |
| 1822-1831 | Jacob Georg Rahm               | 1796-1831  |                        |
| 1832-1846 | Johan Brunell                  | 1787-1846  | Även orgelbyggare.     |
| 1847-1882 | Fredrik August Ekström         | 1819-1901  |                        |
| 1882-1913 | Frans Oskar Lindquist          | 1848-1917  | Även klockare.         |
| 1913      | O. Petré                       |            | Vikarierande organist. |
| 1913-1917 | Johan Henrik Emanuel Dahlqvist | 1890-      |                        |
| 1917-1920 | Jakob Harald Lovin Boberg      | 1882-      |                        |
| 1921-1924 | Karl Oskar Eriksson            | 1852-      | Vikarierande organist. |
| 1924-1936 | Gottfrid Gustafsson            | 1876-      |                        |
| 1936-1937 | Harald Ståhl                   | 1913-      |                        |
| 1938-1952 | Bengt Gustaf Norman            | 1912-      |                        |
| 1952-1954 | Per Erik Larsson               | 1928-      |                        |
| -1956     | Lars Göran Alfred Eriksson     | 1931-      |                        |

## Kyrkor
- Gunnilbo kyrka